# Christine von Lothringen

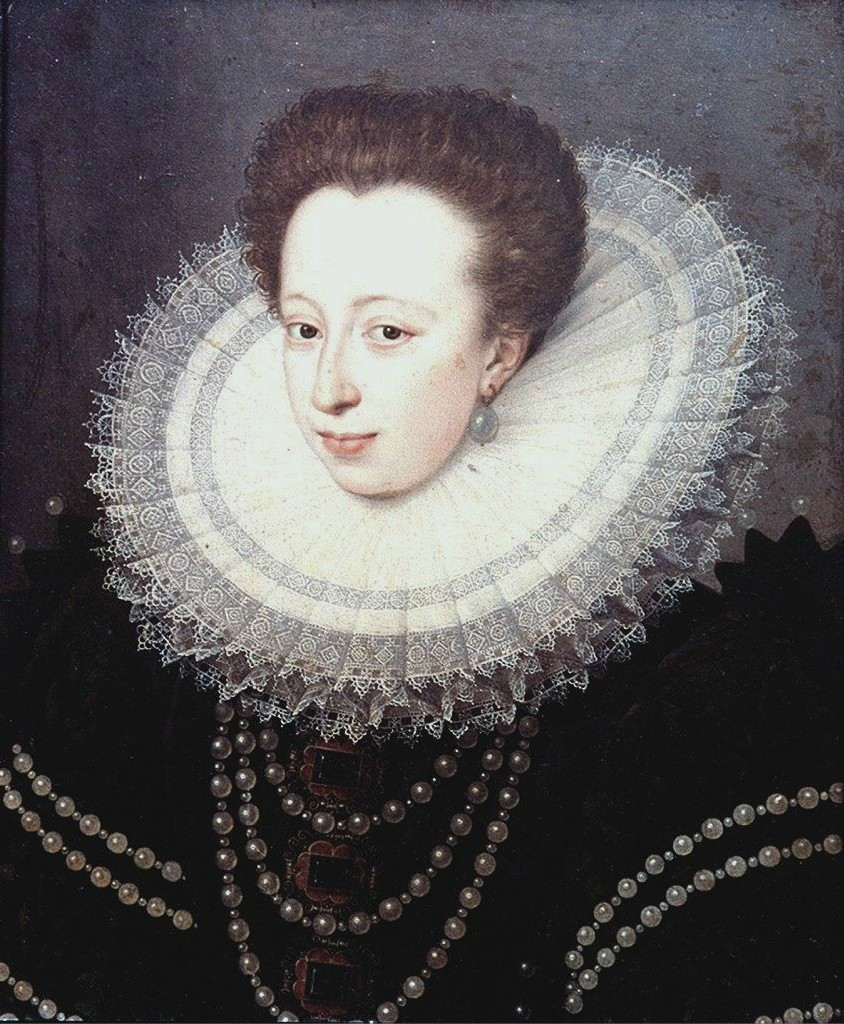
Porträt Christianes von Lothringen von einem unbekannten Maler französischer Schule, 1588

Christiane bzw. Christine von Lothringen (französisch Chrestienne bzw. Christine de Lorraine, italienisch Cristiana/Christiana bzw. Cristina di Lorena, * 16. August 1565 in Bar-le-Duc; † 19. Dezember 1636 in Florenz) war durch Heirat mit Ferdinando I. de’ Medici Großherzogin der Toskana und regierte das Großherzogtum von 1621 bis 1628 gemeinsam mit ihrer Schwiegertochter Maria Magdalena von Österreich, während ihr Enkel Ferdinando II. de’ Medici noch unmündig war.

## Name
Bereits zu Lebzeiten kursierten mehrere Namensformen der Lothringerin, mit denen unterschiedliche Konnotationen einher gingen. Jüngste Forschungen haben sich intensiver mit der Namensform befasst. In den frühesten Dokumenten wird „Chrestienne“ („die Christliche“) als ihr Vorname genannt. Die Namensgebung rekurriert auf ihre berühmten Vorfahrinnen Cristierna von Dänemark, die Großmutter väterlicherseits, und Caterina de’ Medici (als „royne tres chrestienne“), die Mutter ihrer Mutter. Die Namensformen „Christiana“ und „Cristina“ finden sich erst im Zusammenhang ihrer Hochzeit mit Ferdinando I. de’ Medici. Vor allem von Florentiner Seite wurde die Verwendung letzterer Form bevorzugt, erzeugte sich doch eine Verbindung zur toskanischen Heiligen Cristina di Bolsena, deren Darstellung auch in die Privatkapelle der Großherzogin in der Villa La Petraia aufgenommen wurde. Eine Identifikation der Lothringerin mit der Heiligen entsprach wohl der Erwartungshaltung des Florentiner Hofs.
Die Großherzogin selbst bevorzugte zunächst „Christiana“, die lateinische Übersetzung von „Chrestienne“. Diese Form findet sich auf Bildnismedaillen und ihrem Siegel ebenso wie in etlichen ihr gewidmeten Büchern und verschiedenen Stifterinschriften. Mehrere ihrer Patenkinder wurden auf den Namen „Christiana“ getauft. In einem 1615 von ihr verfassten Regelwerk mit dem Titel Capitoli, Constituzioni, Et Regole per le Convertite di Pisa bezeichnete sie sich teils als „Christiana“, stellenweise aber auch als „Crestina“. Für das letzte Lebensjahrzehnt lässt sich schließlich eine zunehmende Identifikation der Großherzogin mit Christina von Bolsena konstatieren. Dies manifestierte sich u. a. in der Stiftung einer Statue der Heiligen für den Dom von Pisa sowie im Sammeln von deren Reliquien und kulminierte im Weihetitel der Florentiner Kirche Santi Agostino e Cristina, die zu Ehren der Stifterin („Christina Lotharingia Fundatrix“) so benannt wurde. Laut Strunck zeigt sich in der sich wandelnden Verwendung der Namensformen – Chrestienne, Christiana, Cristina – nicht nur die zunehmende Identifikation mit der Heiligen, sondern auch das „Ankommen“ der Lothringerin in ihrer italienischen Heimat.

## Leben

### Kindheit, Jugend und Heirat
Christiane von Lothringen wurde als zweites Kind und erste Tochter des Herzogs Karl III. von Lothringen und seiner Frau Claudia von Valois, einer Tochter König Heinrichs II. von Frankreich und Katharina von Medici geboren. Ihren Namen erhielt sie zu Ehren ihrer Patin und Großmutter Cristierna bzw. Christina von Dänemark (s. Abschnitt Name). Als Christiane zehn Jahre alt war, starb ihre Mutter 1575 an den Folgen einer schweren Geburt, und Christiane wurde anschließend am französischen Hof in Paris von ihrer Großmutter erzogen. Während dieser Zeit entwickelte sich ein enges Vertrauensverhältnis zwischen Katharina von Medici und ihrer Enkelin, die stark von ihrer Großmutter geprägt wurde.
Als Christiane im heiratsfähigen Alter war, mangelte es nicht an möglichen Ehemännern für sie. Katharina von Medici verfolgte 1580 den Plan, ihre Enkelin mit ihrem eigenen Sohn François-Hercule de Valois zu verheiraten, doch dieser Plan stieß bei der Braut auf wenig Gegenliebe, und so wurde er wieder fallen gelassen. Auch Vincenzo I. Gonzaga, Herzog von Mantua, und Karl Emanuel I. von Savoyen waren als Kandidaten im Gespräch. Am französischen Hof kursierten sogar Gerüchte über eine geplante Ehe zwischen Christiane und dem schottischen König Jakob VI. König Heinrich III. hatte die Hand seiner Nichte wiederum einem seiner Mignons, Jean Louis de Nogaret de La Valette, dem Herzog von Épernon, in Aussicht gestellt, doch dieses Vorhaben stieß auf den entschiedenen Widerstand Katharinas. Sie soll im Dezember 1586 ihrem Schwiegersohn Heinrich von Navarra das Angebot gemacht haben, die unglückselige Verbindung mit ihrer Tochter Margarete annullieren zu lassen, um wohl den Weg frei zu machen für eine Ehe zwischen ihm und ihrer Enkelin Christiane – so zumindest behaupteten später Heinrich IV. und Albert de Gondi, duc de Retz, der bei dem Gespräch dabei gewesen sein soll.
Nach langwierigen Verhandlungen, die von Orazio Rucellai und Katharina von Medici geführt wurden, bestimmte Katharina schließlich Ferdinando I. de’ Medici, Großherzog der Toskana, zum Ehemann Christianes. Der Heiratsvertrag der beiden war am 24. Oktober 1588 aufgesetzt, doch unterschrieben wurde er vorläufig noch nicht. In ihm war eine außerordentlich stattliche Mitgift für die Braut festgelegt: Neben 200.000 Goldécu gab die Königinmutter ihrer Enkelin sämtliche Florentiner Besitzungen. Die Hochzeit per procurationem fand am 8. Dezember des gleichen Jahres in der Kapelle Saint-Calais des Schlosses Blois statt. Der Bräutigam wurde dabei von Charles de Valois, duc d’Angoulême vertreten. Ihre Brautreise nach Florenz konnte Christiane jedoch erst im März des kommenden Jahres antreten, denn neben Kampfhandlungen im Zuge der Hugenottenkriege verzögerte auch der Tod Katharinas von Medici im Januar 1589 die Abreise. Sie hatte Christiane testamentarisch zu ihrer Haupterbin erklärt, sodass die 22-jährige nun mit einer Mitgift im Wert von rund zwei Millionen Livres ausgestattet war. Diese umfasste auch sämtliche beweglichen Güter und Kunstwerke der Verstorbenen. So brachte Christiane auch die berühmten Valois-Tapisserien (französisch: Tapisseries des Valois) an den herzoglichen Hof nach Florenz, die heute in den Uffizien aufbewahrt werden.

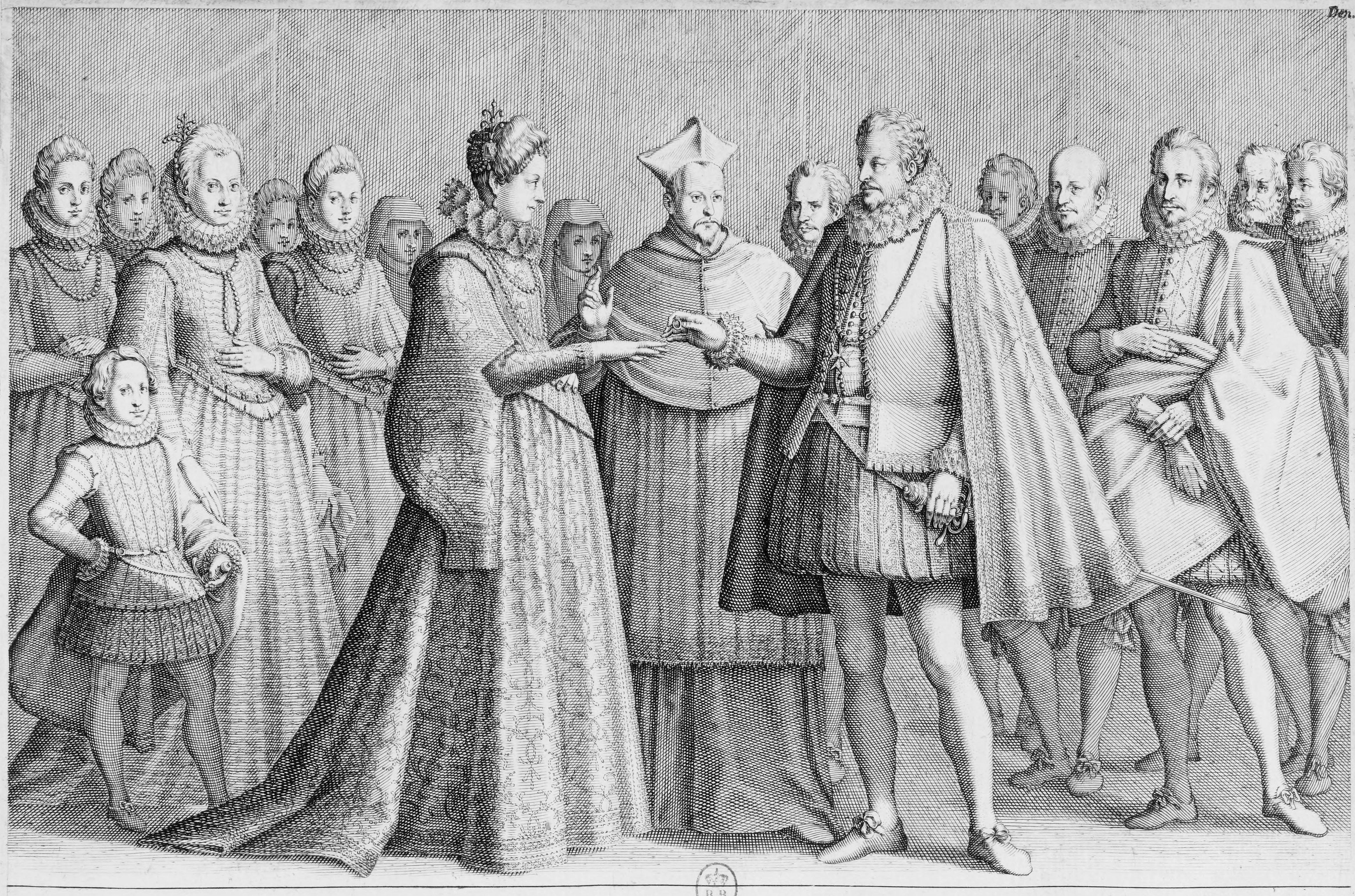
Die Hochzeit Christianes mit Ferdinando I., Kupferstich von Jacques Callot, um 1614

Nachdem der Heiratsvertrag fünf Wochen nach dem Ableben Katharinas rückwirkend am 20. Februar 1589 unterschrieben worden war, brach die frischgebackene Großherzogin in Richtung Italien auf. Ihre Reise führte sie von Blois über Lyon, Avignon und Aix-en-Provence nach Marseille, wo sie am 11. April ein florentinisches Schiff bestieg. Mit Zwischenstationen in Monaco und Genua ging es weiter nach Livorno, wo Christiane von Pietro de’ Medici, einem Bruder ihres Mannes, in Empfang genommen wurde. Nach einem dreitägigen Aufenthalt in Pisa traf sie am 28. April 1589 in Poggio a Caiano ein, wo sie ihrem Ehemann erstmals persönlich begegnete. Weiter ging es nach Florenz, wo die neue Großherzogin am 30. April unter großer Anteilnahme der Bevölkerung Einzug hielt. Zuvor war sie vor den Stadttoren in einer aufwändigen Inszenierung offiziell gekrönt worden. Es folgten mehrwöchige Festivitäten bestehend aus Festbanketten, Triumphzügen, Turnieren und Volksbelustigungen. Hinzu kamen mehrere Theateraufführungen, deren Stücke entweder eigens für die Hochzeit geschrieben worden waren oder dort uraufgeführt wurden. Dazu zählten die Komödie La Pellegrina von Girolamo Bargagli und das Stück der Commedia dell’arte La pazzia di Isabella. Im Innenhof des Palazzo Pitti wurde sogar eine antike Seeschlacht aufgeführt. Sämtliche Inszenierungen und Aufführungen werden heute als Meilensteine der Theater- und Bühnentechnik bzw. -kunst gewertet. Den Höhepunkt der Feierlichkeiten bildeten die sogenannten Intermedien für La pellegrina, szenisch musikalische Zwischenspiele, die zwischen den Akten der Komödie La pellegrina gegeben wurden.

### Großherzogin der Toskana

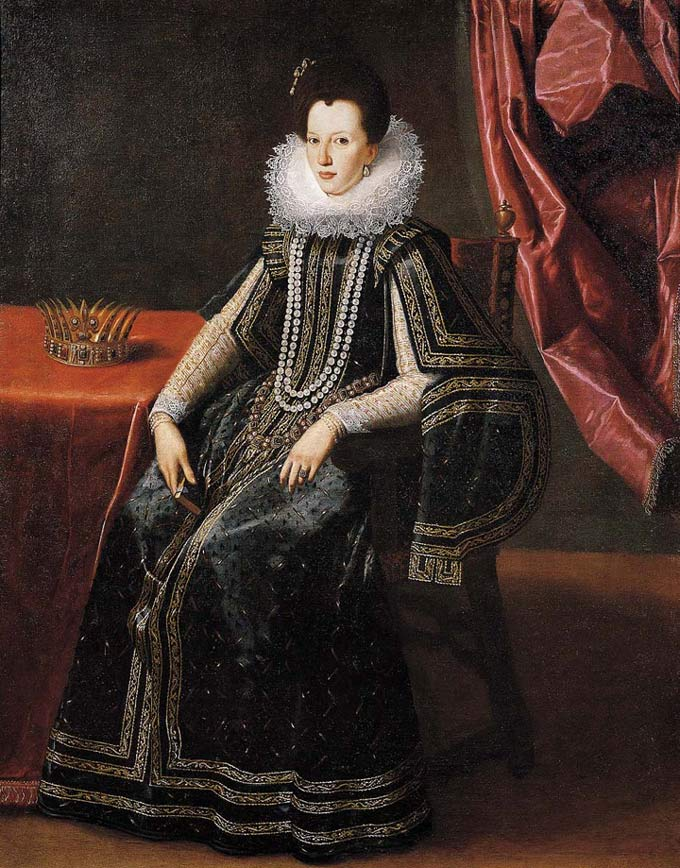
Christiane von Lothringen als Großherzogin der Toskana, Gemälde von Tiberio Titi, 1600/1605

Christiane hatte großen Anteil daran, dass ihr Mann in der Zeit nach ihrer Hochzeit weiterhin eine Frankreich-freundliche Politik betrieb. In diesem Licht ist auch die Verbindung der Nichte Ferdinandos, Maria de’ Medici, zu sehen, die mit Heinrich IV. (Frankreich) verheiratet wurde und von der Großherzogin bis nach Marseille begleitet wurde. Jedoch war Christiane zu Beginn nicht maßgeblich an den Entscheidungen ihres Mannes beteiligt, erst im Laufe der Zeit bezog er sie und ihre Ansichten immer öfter mit ein.
Nach dem Tod Ferdinandos I. im Jahr 1609 nahm die verwitwete Großherzogin großen Einfluss auf die Geschicke des Landes, als ihr Sohn Cosimo II. de’ Medici den Thron bestieg, jedoch wegen seiner angeschlagenen Gesundheit nicht selbst regierte. Cosimos Lehrer aus Jugendtagen, Galileo Galilei, adressierte 1615 einen seiner vier Kopernikanischen Briefe an sie. Nicht nur ihren Ehemann, auch ihren Erstgeborenen überlebte Christiane, denn Cosimo II. starb 1621. In seinem Testament hatte er seine Mutter gemeinsam mit seiner Frau Maria Magdalena von Österreich zu Regentinnen für seinen noch unmündigen Sohn Ferdinando II. bestellt. Dieses Amt bekleidete sie bis 1628, ehe ihr Enkel selbst die Herrschaft übernahm.
Christiane von Lothringen starb im Alter von 71 Jahren am 19. Dezember des Jahres 1636 in der Villa Medici in Castello, einem Wohnviertel von Florenz. In ihrem 1630 aufgesetzten Testament hatte sie verfügt, dass ihre Ersparnisse als Mitgiften armen Mädchen zugutekommen sollten. Die Gläubigkeit Christianes äußerte sich auch in der Gründung und Stiftung zahlreicher Klöster, so zum Beispiel des Monastero della Pace in Florenz und eines Konvents in Pisa. Für ihre Aktivitäten erhielt sie gleich zweimal die Goldene Rose, 1589 von Papst Sixtus V. und 1593 von Clemens VIII.
Rückblickend wurde Christianes Regentschaft lange Zeit als unglücklich und wenig erfolgreich beurteilt, und ihr wird eine Mitverantwortung für den allmählichen Niedergang des Großherzogtums gegeben. Durch ihre Vorliebe für verschwenderischen Luxus, die mit Misswirtschaft gepaart gewesen sei, habe sie ihrem Enkel ein hoch verschuldetes Land, das stark unter dem Einfluss der Kirche stand, hinterlassen. Diese seit dem 18. Jahrhundert perpetuierte misogyne Sicht konnte erst jüngst revidiert werden.

## Nachkommen
Aus der Ehe mit Ferdinando I. gingen neun Kinder hervor:
- Cosimo II. (1590–1621), Großherzog der Toskana, ⚭ 1608 Maria Magdalena von Österreich
- Eleonora (1591–1617)
- Caterina (1593–1629), ⚭ 1617 Ferdinando Gonzaga, Herzog von Mantua
- Francesco (1594–1614)
- Carlo (1595–1666), Kardinal
- Filippo (1598–1602)
- Lorenzo (1599–1648)
- Maria Maddalena (1600–1633)
- Claudia (1604–1648), ⚭ 1. 1621 Federico Ubaldo della Rovere, Fürst von Urbino, 2. 1626 Leopold V., Erzherzog von Österreich